# Donald Gallienne
Donald Gallienne, né le 29 juin 1916 à Rivière Moisie et mort le 15 avril 1996 à Sainte-Agathe-des-Monts, est un homme politique québécois.

## Photographie du pont

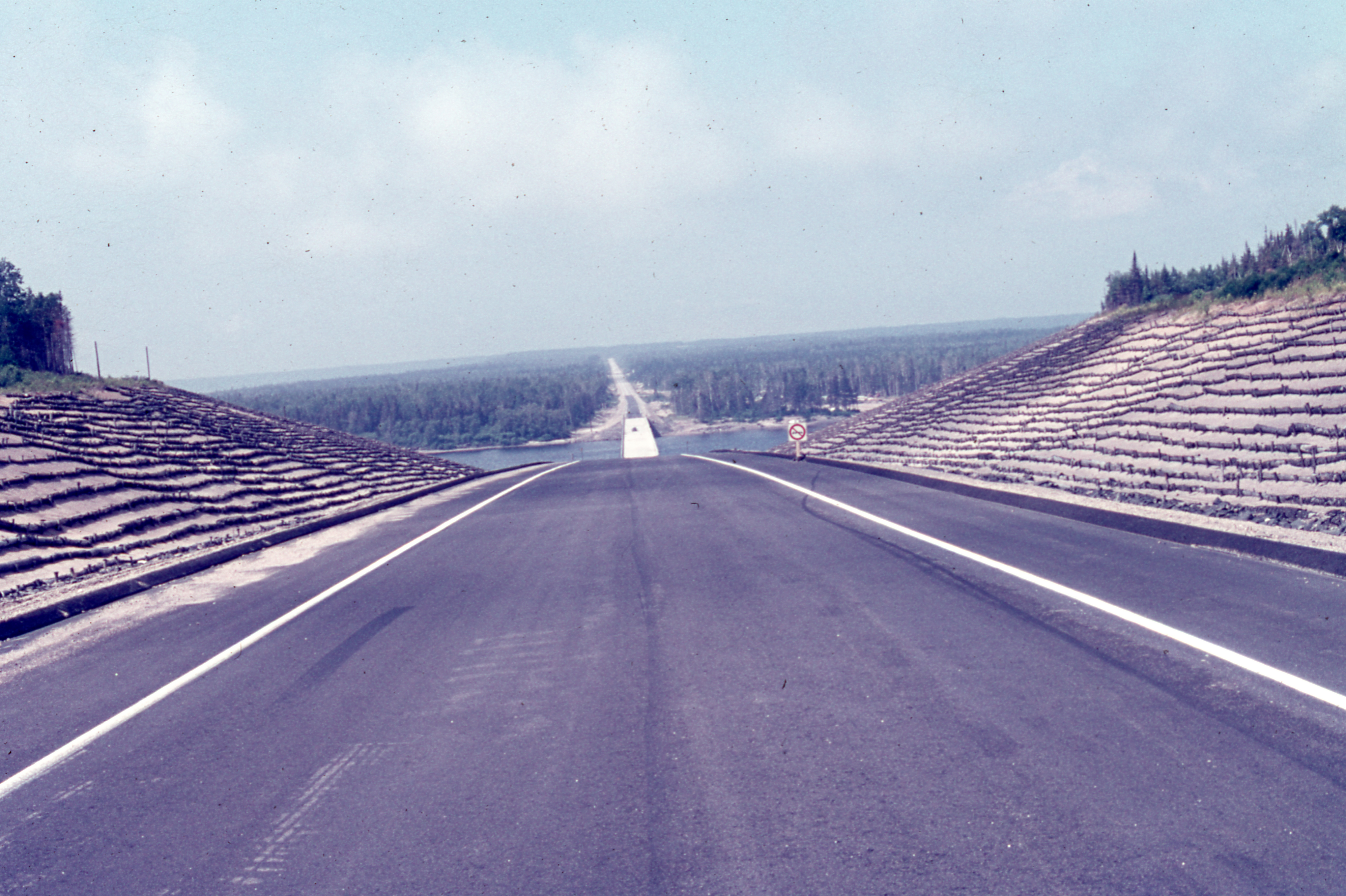
Route nº 138 Est, pont Donald-Gallienne enjambant la rivière Moisie, à partir de Sept-Îles (Ville), hameau Matamec, direction Moisie 1976